# Syzygium fossiramulosum
Syzygium fossiramulosum är en myrtenväxtart som beskrevs av Peter Shaw Ashton. Syzygium fossiramulosum ingår i släktet Syzygium och familjen myrtenväxter. Inga underarter finns listade i Catalogue of Life.